# 강민혁 (가수)
강민혁(姜敏赫, 1991년 6월 28일~)은 대한민국의 드럼 연주자이자 배우이다. 음악 그룹 씨엔블루의 구성원이다.

## 학력
- 냉천초등학교 (졸업)
- 저동중학교 (졸업)
- 하남고등학교 (졸업)
- 디지털서울문화예술대학교 실용음악학과 (학사)

## 활동
- 현재 씨엔블루(CNBLUE)의 멤버로, 드럼을 맡고 있다. 또한 팀 안에서 Lovely라는 타이틀을 가지고 있으며, 1월 8일 씨엔블루 중 멤버 중 두 번째로 티저가 공개되었다. 티저 공개 후 1월 14일 음반 발매 및 쇼케이스를 시작으로 한국에서의 가수 활동을 시작하였다.
- 2010년 2월부터 2010년 8월까지 Mnet 《엠카운트다운》에서 MCD GUYZ (엠씨디 가이즈)로 활동하였으며, 2010년 6월, 오렌지 캬라멜의 <마법소녀>의 뮤직비디오에 출연하기도 하였다. 또한 SBS 드라마 《괜찮아 아빠딸》과 영화 《어쿠스틱》등에 출연하며 배우로서도 활동 중이다.

## 발매 음반

### 참여 음반
- 2010년 - 영화 《어쿠스틱》 OST - "High Fly" (이종현과 함께)
- 2011년 - 드라마 MBC 《넌 내게 반했어 OST Part 2》 - "별"
- 2016년 - 드라마 SBS 《딴따라 OST Part 4》 - "I See You"

### 작사 및 작곡
- 한국 미니 2집 《Bluelove》 - "Sweet Holiday" 작사

## 음반 외 활동

### 드라마
| 연도      | 방송사       | 제목               | 역할   | 비고            |
| --------- | ------------ | ------------------ | ------ | --------------- |
| 2010~2011 | SBS          | 괜찮아, 아빠딸     | 황연두 | 17부작          |
| 2011      | MBC          | 넌 내게 반했어     | 여준희 | 15부작          |
| 2012      | KBS 2TV      | 넝쿨째 굴러온 당신 | 차세광 | 58부작          |
| 2013      | SBS          | 상속자들           | 윤찬영 | 20부작          |
| 2016      | SBS          | 딴따라             | 조하늘 | 18부작          |
| 2017      | KBS 2TV      | 학교 2017          | 강종근 | 특별출연        |
| 2017      | MBC          | 병원선             | 곽현   | 40부작          |
| 2021      | 카카오TV     | 아직 낫서른        | 이승유 | 15부작,웹드라마 |
| 2021      | MBC          | 오! 주인님         | 정유진 | 16부작          |
| 2023      | 와이낫미디어 | 청담국제고등학교   | 이덕민 | 웹드라마        |
| 2023      | 넷플릭스     | 셀러브리티         | 한준경 | 12부작          |

### 영화
| 연도 | 제목                | 역할 | 비고                 |
| ---- | ------------------- | ---- | -------------------- |
| 2010 | 어쿠스틱            | 해원 | EP2. 빵가게 습격사건 |
| 2017 | 나는 고양이로소이다 |      | 내레이터             |
| 2017 | 궁합                | 강휘 |                      |
| 2023 | 폭로                | 정민 |                      |

### TV 프로그램
- 2010년 M.net 《엠카운트다운》 MC
- 2015년 KBS 2TV 《용감한 가족》
- 2015년 JTBC 《엄마가 보고있다》 MC
- 2015년 KBS 2TV 《우리동네 예체능》 ... 수영편 고정
- 2015년 MBC 《나 혼자 산다》
- 2016년 KBS 2TV 《뮤직뱅크》 MC

### 뮤직비디오
- 2010년 오렌지캬라멜 〈마법소녀〉
- 2012년 주니엘 〈illa illa〉

### 광고
- 2010년~2011년 교복 - 스쿨룩스
- 2010년~2011년 화장품 - 홀리카홀리카
- 2010년 의류 - NII
- 2010년 휴대폰 - 소니에릭슨 엑스페리아 X10 mini
- 2011년, 2012년, 2013년 패션 - 뱅뱅
- 2012년 Health & Beauty - CJ 올리브영
- 2012년 외식 - T.G.I.프라이데이스
- 2012년 태블릿PC - 삼성 갤럭시노트 10.1
- 2013년 스포츠 - 프로스펙스
- 2015년 의류 - THE CLASS

## 수상 및 후보
| 연도 | 시상식                         | 부문                             | 작품               | 결과 |
| ---- | ------------------------------ | -------------------------------- | ------------------ | ---- |
| 2012 | 제5회 코리아드라마페스티벌     | 남자 신인상                      | 넝쿨째 굴러온 당신 | 후보 |
| 2012 | 제1회 에이판 스타 어워즈       | 라이징 스타상                    | 넝쿨째 굴러온 당신 | 수상 |
| 2012 | KBS 연기대상                   | 남자 신인연기상                  | 넝쿨째 굴러온 당신 | 후보 |
| 2013 | SBS 연기대상                   | 뉴스타상                         | 상속자들           | 수상 |
| 2013 | 제2회 드라마피버 어워드        | 베스트 커플상 (With 크리스탈)    | 상속자들           | 수상 |
| 2016 | 제5회 아시아태평양 스타 어워즈 | 남자 신인상                      | 딴따라             | 후보 |
| 2016 | SBS 연기대상                   | 로맨틱코미디부문 남자 우수연기상 | 딴따라             | 수상 |
| 2017 | MBC 연기대상                   | 미니시리즈부문 남자 우수연기상   | 병원선             | 후보 |
| 2021 | MBC 연기대상                   | 미니시리즈부문 남자 우수연기상   | 오! 주인님         | 후보 |